# Street Sheet

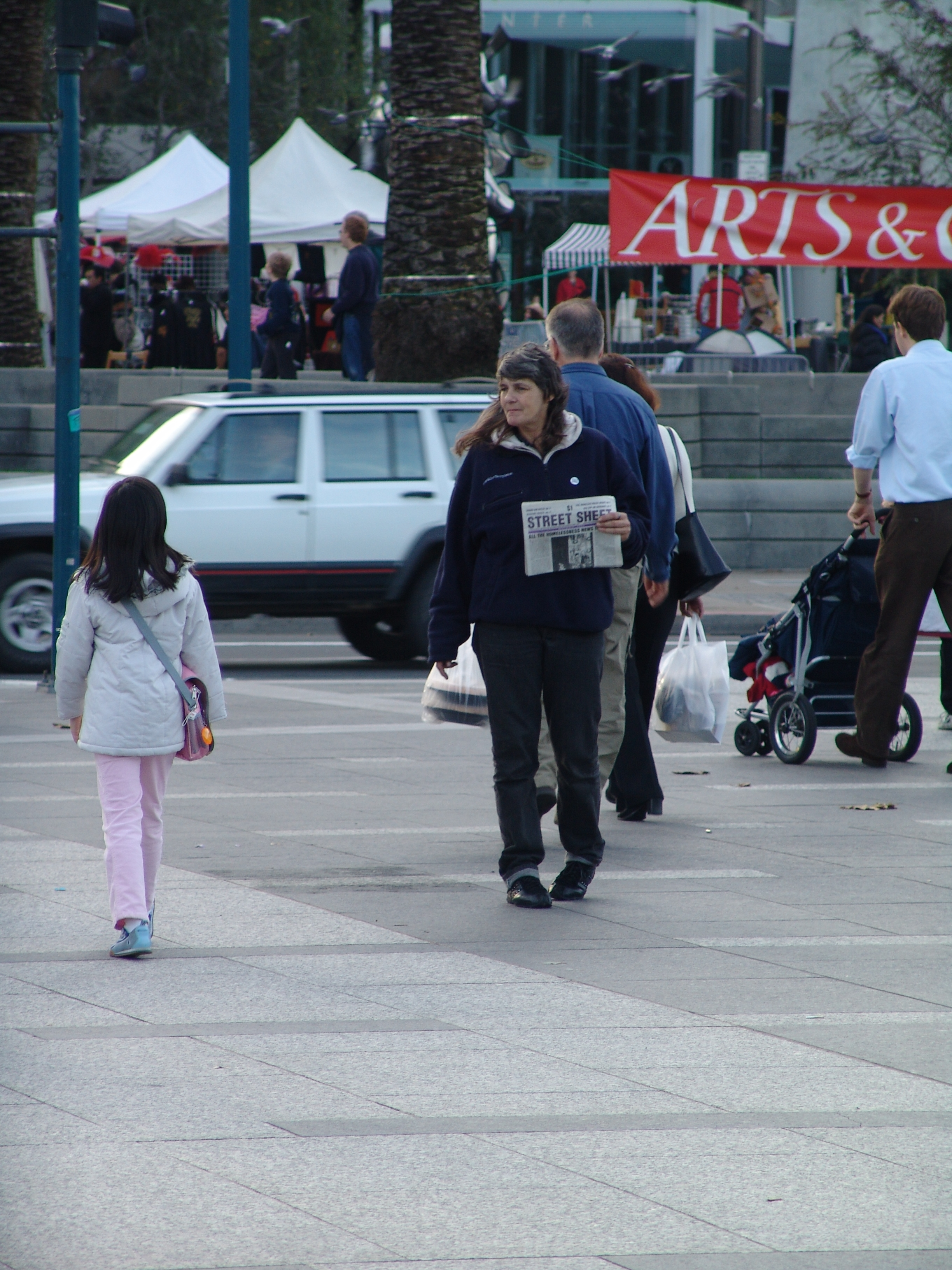
Street Sheetverkoopster in San Francisco

Street Sheet is een krant in San Francisco over de problemen van thuislozen in die stad.
De Coalition on Homelessness (Coalitie wat betreft Thuisloosheid) maakt de krant met behulp van vrijwilligers. De thuislozen zelf verkopen de krant in de straten van San Francisco voor één dollar. De krant is vergelijkbaar met de Nederlandse daklozenkranten.
De miljoenste krant werd verkocht in 1993.